# Monumento al roble
L'escultura urbana coneguda pel nom Monumento al roble, ubicada a la plaça de Gabino Díaz Merchán, en la Florida, a la ciutat d'Oviedo, Principat d'Astúries, Espanya, és una de les més d'un centenar que adornen els carrers de l'esmentada ciutat espanyola.
El paisatge urbà d'aquesta ciutat, es veu adornat per obres escultòriques, generalment monuments commemoratius dedicats a personatges d'especial rellevància en un primer moment, i més purament artístiques des de finals del segle xx.
L'escultura, feta d'acer corten, és obra de Miguel Álvarez Fernández, i està datada el 2003.